# Departementet för epidemisk prevention och vattenrening
Departementet för epidemisk prevention och vattenrening (japanska: 関東軍防疫給水部本部, Kantōgun Bōeki Kyūsuibu Honbu) var en avdelning inom den kejserliga japanska armén mellan 1936 och 1945. Dess officiella syfte var att förhindra spridningen av smitta och övervaka tillgången av rent vatten. Avdelningen var indelad i flera enheter. Flera av dess enheter var verksamma i brott mot mänskligheten och utvecklade biologiska och kemiska vapen genom dödliga och illegala experiment med människor. Varje enhet var dock utrustad med vattenreningsutrustning och lastbilar för vattentransport, även när detta inte var enhetens faktiska syfte. 

## Enheter
Avdelningen indelades i följande enheter: 
- Enhet 691 låg under Kwantungarmén. Denna enhets centralkontor var Enhet 731 (Pin Fan utanför Harbin) 
  - Enhet 162 (Linkou)
  - Enhet 643 (Hailin)
  - Enhet 673 (Sunwu)
  - Enhet 319
- Enhet 1855 (Beijing) låg under japanska armén i centrala Kina.
- Enhet Ei 1644 eller Tama-enheten (Nanjing) låg under japanska armén i centrala Kina. 
  - Den hade tolv undergrupper. Dessas namn och plats är oklara.
- Enhet 8604 eller Nami-enheten (Guangzhou) låg under japanska armén i södra Kina.
- Enhet 9420 eller Oka-enheten (Singapore), låg under södra expeditionens armégrupp.
- Enhet 100 (Mokotan utanför Changchun) låg under Kempeitai, japanska militärpolisen.
  - Enhet (okänt namn) (Dairen)
  - Enhet 543 (Hailar)
- Enhet 516 (Qiqihar)
  - Enhet 525
  - Enhet 526
- Enhet 160 (syftar troligen på Enhet 100).